# Морнінгтон
Морнінгтон — найпівнічніший із 22 островів, які утворюють Велслійський архіпелаг. Острів розташований у затоці Карпентарія на (16 ° 30 'пд.ш. 139 ° 30') і є частиною затоки Австралії. Морнінгтон є найбільшим із островів групи.

## Опис
Загальна топографія острова рівнинна з максимальною висотою 500 футів (150 метрів). Острів обрамлений мангровими лісами і має 10 естуаріїв.
Населення на 2001 рік становило близько тисячі осіб. Більшість громадян живуть у селищі Гунуна. Морнінгтон входить до складу округу Шір Морнінгтон. Більшість острів'ян є аборигенами, серед яких переважає плем'я Ларділ. Вони є традиційними мешканцями, власниками землі і навколишнього моря. Плем'я Кіаділт прибуло пізніше (1947) з острова Бентінк, коли вода там стала забруднена солями внаслідок циклону. Нещодавно розпочались роботи з реконструкції житла аборигенів із ініціативи Фонду Джеймса Фрейзера — некомерційної організації у штаті Квінсленд.

## Історія
Морнінгтонський острівний аеропорт був тимчасовим аеродромом, який використовували Королівські ВПС Австралії і союзники під час Другої світової війни. Субінцизія традиційно проводиться на острові для тих, хто хоче вивчити складну ритуальну мову Дамін. У 1978 році уряд штату Квінсленд вирішив узяти на себе контроль над островами Аурукум і Морнінгтон.
У 2000 році циклон Стів пройшов прямо над островом. Тропічний циклон Мей пройшов у лютому 1988 року, а тропічний циклон Берні пройшов на захід на початку 2002 року. Тропічний циклон Фріц пройшов над островом 12 лютого 2003 року. Тропічний циклон Харві завдав великих збитків на острові в лютому 2005 року.

## У літературі
Острів протягом кількох десятиліть був предметом дослідження британського антрополога Девіда Мак-Найта. Серед книг ученого: «Від полювання до пияцтва: Руйнівний вплив алкоголю на австралійських аборигенів» (2002), «Спорідненість і шлюб серед австралійських аборигенів» (2004), «Про шлюб, насильство і чаклунство: прагнення до влади в Північному Квінсленді» (2005). Мак-Найт скаржився на зростання рівня насильства з 1970 року.
Традиційне мистецтво острова Морнінгтон було описано у книзі «Мистецтво художників острова Морнінгтон і Бентінк» під ред. Н. Еванс, Л. Мартін-Чу і П. Меммотт (2008).

## Боротьба з алкоголем
У 2003 році уряд штату Квінсленд запровадило «План управління алкоголем» для 19 корінних громад в штаті Квінсленд, де зловживання спиртним набуло загрозливого розмаху. Заборони алкоголю спрямовані на боротьбу з високим рівнем побутового насильства, жорстокого поводження з дітьми та дитячою бездоглядністю. План обмежує години роботи таверн, звужує асортимент напоїв у продажу до пива слабкої й середньої міцності, забороняє самогоноваріння.
Громаду острова називають найпроблемнішою у Квінсленді в питанні спротиву алкогольним заборонам. У грудні 2003 року на Морнінгтон було вимушено прибути підкріплення поліції через заворушення, спричинене новими антиалкогольними законами. У 2008 році спалахнув новий бунт. Додаткові загони поліції були відправлені на острів, щоб зупинити будь-який несанкціонований продаж алкоголю і придушити будь-яке насильство, спричинене вживанням спиртного.